# Caden
Caden (bretonska: Kaden) är en kommun i departementet Morbihan i regionen Bretagne i nordvästra Frankrike. Kommunen ligger i kantonen Rochefort-en-Terre som tillhör arrondissementet Vannes. År 2022 hade Caden 1 570 invånare.

## Befolkningsutveckling
Antalet invånare i kommunen Caden
| Referens: INSEE |